# Saffiyah Khan
Saffiyah Khan est une activiste politique née le 27 novembre 1997, chanteuse et mannequin anglaise d’origines pakistanaises et bosniennes. 
Elle devient une icône de résistance passive en 2017 après avoir été photographiée face à un membre de l’English Defence League (EDL), un groupuscule d'extrême-droite, lors d'une manifestation anti musulmans à Birmingham.
En 2019, elle participe à l'album Encore du groupe britannique de ska The Specials.

## Biographie
D'origines pakistanaises et bosniennes, Saffiyah Khan est née en Grande-Bretagne.
Le 8 avril 2017, âgée de 20 ans, elle est photographiée, tenant tête à Ian Crossland, le chef de file de l’English Defence League (EDL), un groupuscule d'extrême-droite, lors d'une manifestation anti musulmans organisée à Birmingham au lendemain de l’attentat de Westminster. Venue observer la manifestation afin de soutenir les « personnes qu’ils harcèlent et agressent », Saffiyah Khan s'est interposée pour protéger une femme voilée, Saira Zafar, prise à partie par plusieurs manifestants,. 
La photographie, prise par Joe Giddens, de l'agence Press Association est relayée par de nombreux médias britanniques dont The Guardian, The Daily Telegraph, The Daily Mirror et la BBC avant que l'histoire ne prenne une dimension internationale,,,. Elle entre en résonance avec d'autres clichés illustrant des mouvements de résistances récents. Le 1er mai 2016, Simon Lindberg photographie Tess Asplund face à des néo-nazis à Borlänge, en Suède. Trois mois plus tard, Jonathan Bachman saisit Ieshia Evans nez-à-nez avec des policiers lors d'une manifestation du mouvement Black Lives Matter à Bâton-Rouge en Louisiane.
Saffiyah Khan est remarquée par les membres du groupe The Specials parce qu'elle porte un t-shirt à son effigie sur les images tournées le jour de la manifestation. Elle est invitée par le chanteur Lynval Golding à l'un de leur prochains concerts. En 2019, elle participe à l'album Encore, interprétant une version revisitée de Ten Commandments of Man de Prince Buster.
Au printemps 2017, Saffiyah Khan fait ses premiers pas sur les podiums lors du défilé de la créatrice turque Dilara Findikoglu. Elle s'engage ensuite avec l'agence de mannequins Elite et sa division Collective qui représente les talents plutôt que des mannequins professionnels. 